# Lalaua (distrito)

localização do distrito de Lalaua em Moçambique

Lalaua é um distrito da província de Nampula, em Moçambique, com sede na localidade de Lalaua. Tem limite, a norte com os distritos de Namuno e Balama ambos da província de Cabo Delgado, a noroeste com o distrito de Nipepe da província do Niassa, a oeste com o distrito de Malema, a sul com o distrito de Ribaué, e a leste com o distrito de Mecubúri.

## Demografia
O INE (Instituto Nacional De Estatística) projectou, em 2017, que o distrito teria 128 465 habitantes em 2024, o que combinado com uma área de 4 787 km², daria uma densidade populacional de 25,8 habitantes por km².
Em 2007, o Censo indicou uma população de 73 536 residentes. Com uma área de 4378  km², a densidade populacional rondava os 16,8 habitantes por km².
De acordo com o Censo de 1997, o distrito tinha 55 912 habitantes, daqui resultando uma densidade populacional de 12,8 habitantes por km².

## Divisão administrativa
O distrito está dividido em dois postos administrativos (Lalaua e Meti), compostos pelas seguintes localidades:
- Posto Administrativo de Lalaua:
  - Lalaua
  - Lúrio
- Posto Administrativo de Meti:
  - Meti
  - Naquessa 2

## Economia
A principal actividade económica do distrito de Lalaua é a agricultura, tendo principal foco na produção de milho, mandioca, batata-doce, feijões Bóer, Nhemba e algodão.[carece de fontes?]